# 1. Simmeringer SC
1. Simmeringer SC – austriacki klub piłkarski założony w 1901 roku w Wiedniu, w dzielnicy Simmering. Występuje w Reginallidze Ost.